# Düdelingen

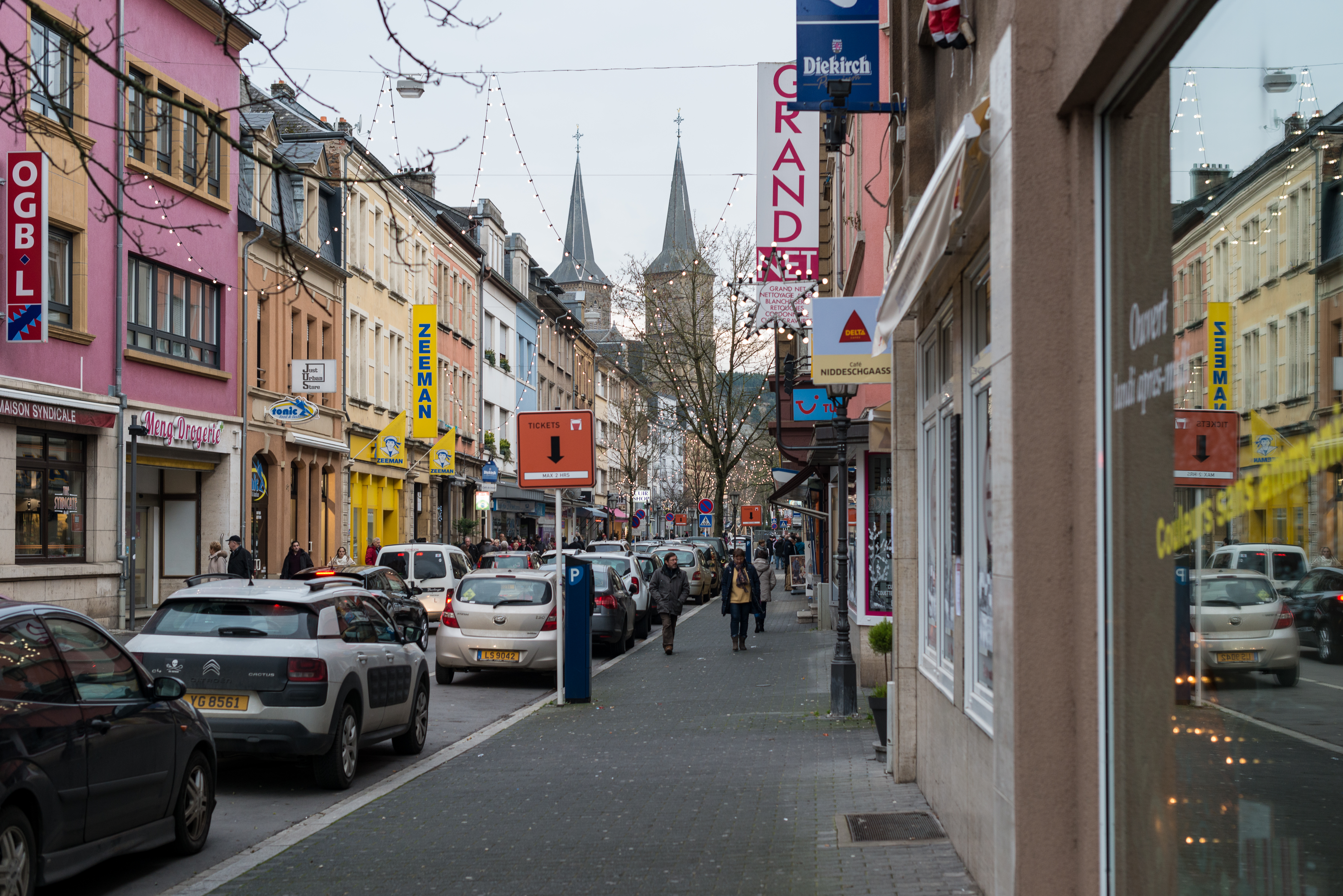
Straße im Zentrum von Düdelingen

Düdelingen (luxemburgisch Diddelengⓘ, französisch Dudelange) ist eine Stadt und eine Gemeinde im Großherzogtum Luxemburg. Sie gehört zum Kanton Esch an der Alzette und ist mit 21.953 Einwohnern (Stand 1. Januar 2023) neben der Stadt Esch an der Alzette der wichtigste Industriestandort des Landes.

## Geografische Lage
Düdelingen liegt unmittelbar an der Grenze zu Frankreich etwa auf halbem Weg zwischen der Stadt Luxemburg und dem lothringischen Thionville. Die französischen Nachbarorte sind Zoufftgen und Volmerange-les-Mines.

## Die Stadtviertel
- Büringen (luxemburgisch: Bireng)
- Budersberg (luxemburgisch: Butschebuerg)
- Brill. Die Siedlung wurde ab 1898 auf Initiative des technischen Direktors des Stahlwerks Émile Mayrisch gebaut und bot 126 Arbeiterwohnungen.[2]
- Gaffelt
- Quartier italien. Das hoch auf dem Hügel gelegene Wohnviertel nahe dem Werksbahnhof ist geprägt durch das Herkunftsland seiner Bewohner.
- Ribeschpont
- Wolkeschdahl
- Schmelz
- Deich
- Strutzbierg

## Einwohnerentwicklung
| Düdelingen: Einwohnerzahlen von 1821 bis 2024                                     | Düdelingen: Einwohnerzahlen von 1821 bis 2024 | Düdelingen: Einwohnerzahlen von 1821 bis 2024 | Düdelingen: Einwohnerzahlen von 1821 bis 2024 | Düdelingen: Einwohnerzahlen von 1821 bis 2024 |
| --------------------------------------------------------------------------------- | --------------------------------------------- | --------------------------------------------- | --------------------------------------------- | --------------------------------------------- |
| Jahr                                                                              |                                               |                                               |                                               | Einwohner                                     |
| 1821                                                                              | 1821                                          |                                               | 1.398                                         | 1.398                                         |
| 1871                                                                              | 1871                                          |                                               | 1.593                                         | 1.593                                         |
| 1910                                                                              | 1910                                          |                                               | 10.803                                        | 10.803                                        |
| 1922                                                                              | 1922                                          |                                               | 10.307                                        | 10.307                                        |
| 1935                                                                              | 1935                                          |                                               | 13.572                                        | 13.572                                        |
| 1947                                                                              | 1947                                          |                                               | 12.878                                        | 12.878                                        |
| 1960                                                                              | 1960                                          |                                               | 14.617                                        | 14.617                                        |
| 1970                                                                              | 1970                                          |                                               | 14.615                                        | 14.615                                        |
| 1981                                                                              | 1981                                          |                                               | 14.072                                        | 14.072                                        |
| 1991                                                                              | 1991                                          |                                               | 14.674                                        | 14.674                                        |
| 2001                                                                              | 2001                                          |                                               | 17.320                                        | 17.320                                        |
| 2011                                                                              | 2011                                          |                                               | 18.657                                        | 18.657                                        |
| 2021                                                                              | 2021                                          |                                               | 21.513                                        | 21.513                                        |
| 2024                                                                              | 2024                                          |                                               | 22.043                                        | 22.043                                        |
| Quelle(n): Institut national de la statistique et des études économiques (STATEC) |                                               |                                               |                                               |                                               |

## Politik

### Gemeinderat
Die Gemeinde Düdelingen wird von der sozialistischen LSAP regiert, welche im Gemeinderat durch eine absolute Mehrheit vertreten ist.
Zur Kommunalwahl im Juni 2023 stellten sich sechs Parteilisten zur Wahl, von denen alle sechs den Einzug in den Gemeinderat schafften.
| Gemeinderatswahl Düdelingen 2023 %6050403020100 50,1 %19,6 %9,7 %8,7 %7,0 %4,8 % LSAPCSVGréngDPADRLénkGewinne und Verlusteim Vergleich zu 2017 %p 10 8 6 4 2 0 −2 −4−0,2 %p−3,3 %p−3,7 %p+8,7 %p+1,1 %p−2,7 %pLSAPCSVGréngDPADRLénk |

### Partnerstädte
Düdelingen ist seit 1958 mit der Stadt Lauenburg/Elbe in Deutschland und der französischen Gemeinde Manom verpartnert sowie seit 2003 mit der polnischen Stadt Lębork.

## Kultur und Sehenswürdigkeiten

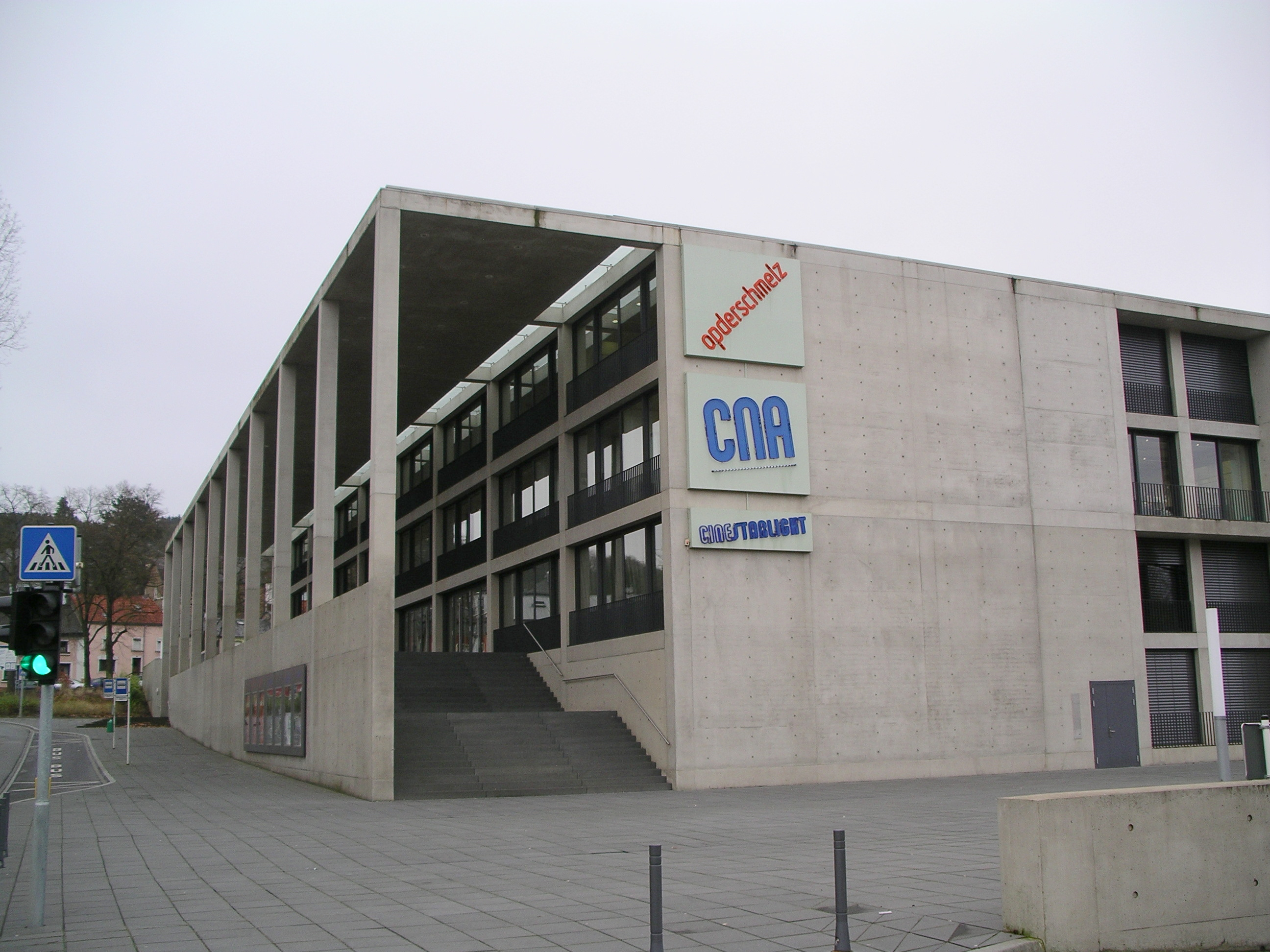
Centre national de l’audiovisuel (CNA)

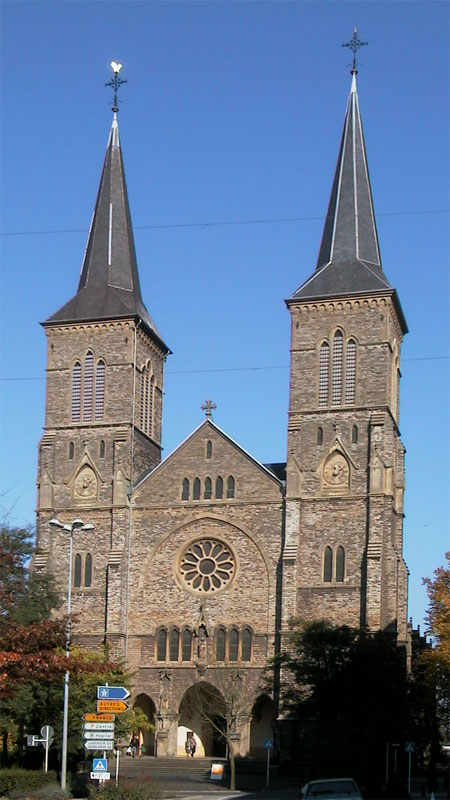
Pfarrkirche St. Martin

### Museen und Galerien
- Stadtmuseum (Musée municipal)
- Museum der Zwangsrekrutierten (Musée des Enrôlés de Force)
- die permanente Fotoausstellung The bitter years von Edward Steichen im ehemaligen Wasserturm
- Kunstgalerien (Centre d’art Dominique Lang, Centre d’art Nei licht, Galerie d’Art Armand Gaasch, Adam’s Art Gallery)

### Kultur- und Dokumentationszentren
- Regionales Kulturzentrum (CCRD) Opderschmelz[5]
- Nationales audiovisuelles Zentrum (CNA, Centre national de l’audiovisuel) im selben Gebäude
- Dokumentationszentrum für Migrationsgeschichte (Centre de Documentation sur les Migrations Humaines)

### Musik
Düdelingen ist über die Landesgrenzen hinaus bekannt wegen des internationalen Orgelwettbewerbs Concours international d’orgue de Dudelange, der alle zwei Jahre im Rahmen des Musikfestivals Festival International de Musique d’Orgue Dudelange (FIMOD) in der Pfarrkirche St. Martin ausgetragen wird.

### Bauwerke
- Rathaus
- Neugotische Pfarrkirche St. Martin von 1904 mit restaurierter Stahlhuth-Orgel von 1912
- St.-Eligius-Kapelle im Kulturzentrum Op der Schmelz
- die Ruinen der Burg Johannisberg auf dem Johannisberg. Hier war ein mittelalterlicher Marktort, der vermutlich auf keltische Ursprünge zurückgeht.[7]
- die alten Fabrikhallen der Arbed
- RTL-Sendeturm

### Grünflächen
- Naturschutzgebiet Haard
- Stadtpark Lé’h mit dem Kletterpark Park Lé’h Adventures und einem Parcours für Kinder
- Parc Émile Mayrisch

### Sport
In Düdelingen ist der Fußballverein F91 Düdelingen beheimatet, der seit dem Jahr 2000 14-mal (Stand 2018) luxemburgischer Meister wurde. Er trägt seine Heimspiele im Jos-Nosbaum-Stadion aus. Größter sportlicher Erfolg ist das Erreichen der Gruppenphase der UEFA Europa League 2018/19. Dies konnte in der folgenden Saison wiederholt werden.

## Der Sendeturm von Düdelingen

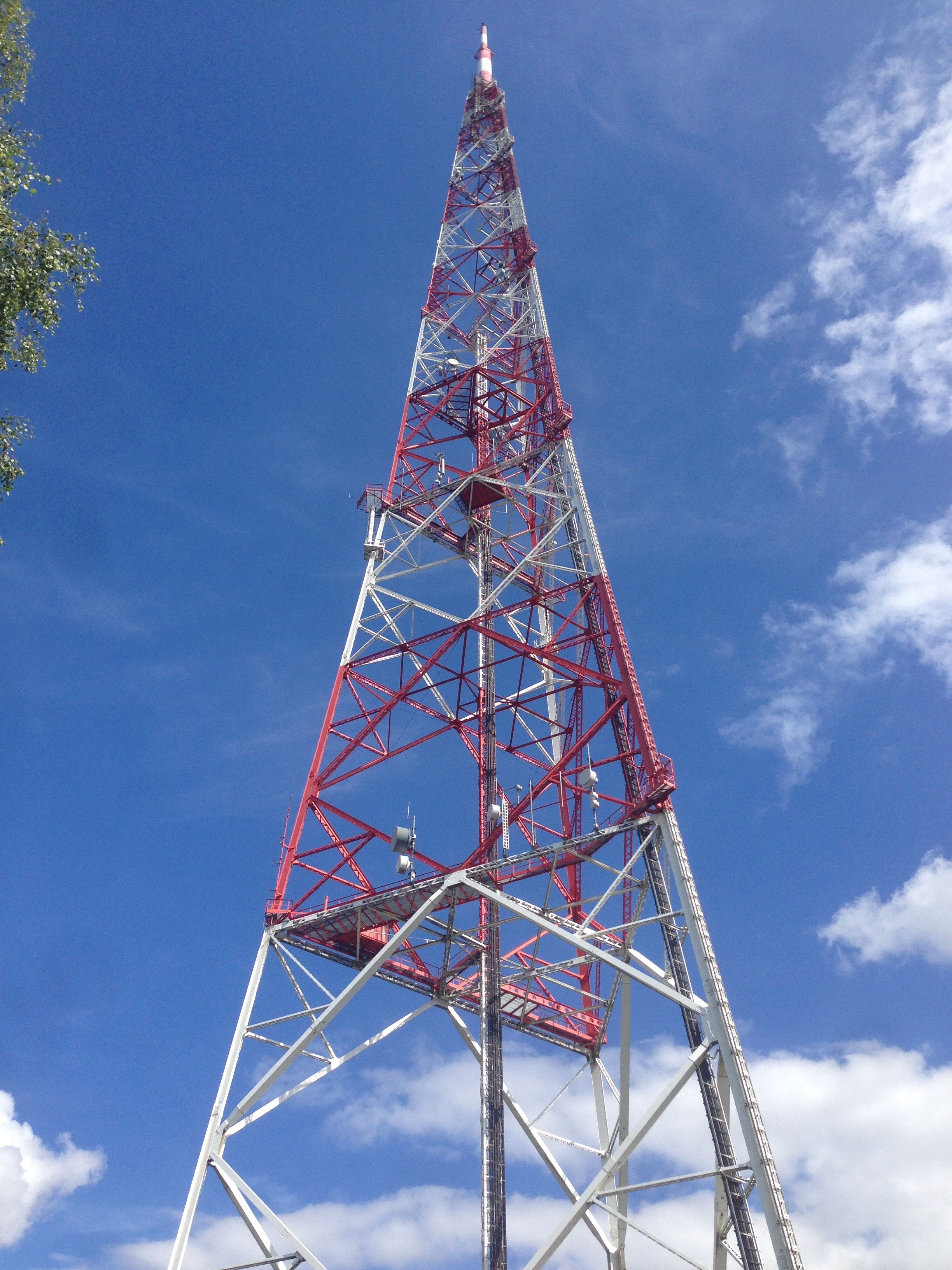
Sendeturm Düdelingen

In der Nähe der Stadt befindet sich der 285 m hohe Sendeturm Düdelingen für UKW und TV, der als freistehender Stahlfachwerkturm ausgeführt ist. Am 31. Juli 1981 wurde dieser Sendeturm von RTL von einem belgischen Militärflugzeug ungefähr in der Mitte getroffen und brach daraufhin zusammen. Die herabstürzenden Trümmerteile zerschlugen ein in der Nähe stehendes Haus und töteten das in diesem Haus lebende Ehepaar. Der Pilot der Unfallmaschine starb ebenfalls. Der Sendeturm wurde danach wieder aufgebaut, allerdings nicht mehr ganz so hoch wie vor dem Unfall.

## Verkehr
Düdelingen verfügt auf der CFL-Linie 60a, die von Bettembourg nach Volmerange führt, über zwei Bahnhöfe und zwei Haltestellen: Dudelange-Usines, Dudelange-Centre, Dudelange-Ville und Dudelange-Burange.
Die regionale Buslinie 5 verbindet Düdelingen mit Esch an der Alzette, und zwar über Rümelingen – Tétange – Kayl – Budersberg (Stadtteil von Düdelingen) und verkehrt im Viertelstundentakt. Endstation ist der Haltepunkt Gemeng. Seit 1999 ist für die innerstädtische Personenbeförderung zusätzlich ein „Citybus“ eingesetzt, der alle 250 Meter halten kann.
Die Stadt liegt südwestlich des Autobahnkreuzes der Collectrice du Sud oder Saarautobahn mit der E 25. Sie ist sowohl an die Autobahn A13 (Petingen–Saarbrücken) als auch an die Autobahn A3 von Thionville nach Luxemburg (Stadt) über eine eigene Auf- und Abfahrt angeschlossen.

## Söhne und Töchter der Stadt
- Andrée Viénot (1901–1976), französische Politikerin und Résistante
- Frantz Kinnen (1905–1979), Künstler
- Jean Hengen (1912–2005), Erzbischof von Luxemburg
- Willy Klein (1912–2004), Kunstturner
- Wenzel Profant (1913–1989), Bildhauer und Widerstandskämpfer
- Jos Romersa (1915–2016), Geräteturner
- Camille Libar (1917–1991), Fußballspieler
- Jean Wolter (1926–1980), Politiker, Minister
- Fernand Hoffmann (1929–2000), Pädagoge, Schriftsteller und Sprachwissenschaftler
- Nicolas Estgen (1930–2019), Politiker und Mitglied des Europäischen Parlaments
- Bernard Berg (1931–2019), Politiker (LSAP) und stellvertretender Premierminister
- Colette Flesch (* 1937), Politikerin und Fechterin
- Roland Smaniotto (1946–2011), Radrennfahrer
- Roger Gilson (1947–1995), Radrennfahrer
- Mars Di Bartolomeo (* 1952), Politiker und Journalist
- Roland Bombardella (* 1957), Sprinter und Hochkommissar für Nationalschutz
- Alex Bodry (* 1958), Politiker
- Andy Bausch (* 1959), Filmregisseur
- Marc Zanussi (1959–2004), Politiker und Sportfunktionär
- Françoise Hetto-Gaasch (* 1960), Politikerin
- Josée Lorsché (* 1961), Lehrerin und Politikerin
- Lydia Mutsch (* 1961), Politikerin
- Etienne Schneider (* 1971), Politiker
- René Peters (* 1981), Fußballspieler
- Ben Gastauer (* 1987), Radrennfahrer
- Fleur Maxwell (* 1988), Eiskunstläuferin
- Sarah De Nutte (* 1992), Tischtennisspielerin

ebenso:
- Eternal Tango, Rockband

## Einzelbelege
1. ↑  STATEC Luxembourg – Population par canton et commune 2015–2023 (franz.)
2. ↑  Antoine Lorang: Arbeitersiedlungen – Eine Wohnform schafft Stadt. In: Der Luxemburg Atlas – Atlas du Luxembourg. Herausgeber: Universität Luxemburg, Emons, Köln 2009, ISBN 978-3-89705-692-3. (Karten, Fotos, deutsch/französische Texte). S. 78
3. ↑  Dudelange. Abgerufen am 15. Juni 2023 (französisch).
4. ↑  „La Ville de Dudelange est jumelée avec la commune française de Manom et la ville allemande de Lauenburg/Elbe depuis 1958, ainsi qu’avec la commune polonaise de Lebork depuis 2003.“ (Memento vom 23. März 2019 im Internet Archive) Abgerufen am 23. März 2019, 15:51
5. ↑  Centre culturel régional opderschmelz  (Memento vom 8. Dezember 2015 im Internet Archive) auf der Website der Stadt, abgerufen am 2. Dezember 2015.
6. ↑  Concours international d’orgue de Dudelange. Deutsches Musikinformationszentrum (Miz), 8. Dezember 2021, abgerufen am 9. Februar 2022.
7. ↑  Michel Pauly: Marktorte im alten Herzogtum. In: Der Luxemburg Atlas – Atlas du Luxembourg. Herausgeber: Universität Luxemburg, Emons, Köln 2009, ISBN 978-3-89705-692-3. (Karten, Fotos, deutsch/französische Texte). S. 22.
8. ↑  spiegel.de: Düdelingen schafft die Sensation – Erster Luxemburger Klub in der Europa League
9. ↑  tageblatt.lu: Die Sensation ist perfekt: Düdelingen steht in der Gruppenphase der Europa League, 30. August 2019
10. ↑  Fahrplan 2015 der Linie 60a (Memento vom 23. September 2015 im Internet Archive) auf der Website der CFL, (PDF; 1,5 MB), abgerufen am 2. Dezember 2015
11. ↑  Bus (Memento vom 14. Oktober 2011 im Internet Archive)